# Advanced Audio Coding
Pour les articles homonymes, voir AAC.
Advanced Audio Coding (AAC, litt. « encodage audio avancé ») est un algorithme de compression audio avec perte de données ayant pour but d’offrir un meilleur rapport qualité sur débit binaire que le format plus ancien MPEG-1/2 Audio Layer 3, plus connu sous le nom de MP3.
Pour ces qualités, il est choisi par différentes entreprises dont Apple ou RealNetworks. La RNT (Radio numérique terrestre) utilise le système de radio diffusion DAB+ (version améliorée du DAB, Digital Audio Broadcasting) qui intègre une version avancée du codec AAC : HE-AAC version 2, aussi appelé eAAC+, et défini dans la norme MPEG-4 Part 3.

## Historique
Le AAC est conçu, pour remplacer le MP3, en 1997 par l'institut Fraunhofer-Institut für Integrierte Schaltungen en collaboration avec AT&T, Sony et Dolby. En qualité d'audition, la comparaison avec son homologue le MP3 crée la controverse car elle est subjective et dépend du matériel à comparer (genre musical). La presse indique qu'un fichier AAC en 128 kb/s est équivalent à un fichier MP3 en 256 kb/s, mais l'article n'est accompagné d'aucun résultat d'expérience concret. Un forum d'audiophile fournit régulièrement de telles expériences, et place régulièrement l'AAC derrière le MP3, se basant sur des tests en double aveugle.
Le format AAC est déclaré standard international par le Moving Pictures Expert Group (MPEG) en avril 1997. Il est une extension du MPEG-2 (ISO/CEI 13818-7). II est amélioré avec l'avènement du MPEG-4 versions 1, 2 et 3 (ISO/CEI 14496-3) ; il fait partie des extensions MPEG-2 Partie 7 et MPEG-4 Partie 3.
D'abord nommé NBC (pour Non Backward Compatible, incompatible avec MPEG-1) il est rebaptisé AAC. Son profil le plus employé est nommé AAC-LC (Low Complexity (faible complexité)) et est augmenté par l’adjonction d'outils supplémentaires, lors d'amendements à la norme, pour créer les profils HE-AAC (en ajoutant le SBR, 2003) et HE-AACv2 (en ajoutant le PS en 2004).
Dès 2003, la nomenclature de la famille AAC change pour obtenir plus de clarté, on commence à voir apparaître AAC, AAC+, eAAC+ et HD-AAC.
En 2007, Apple lance une version AAC en 256 kb/s sous le nom de iTunes Plus, qualité appliquée par Spotify dans son offre « Premium ».

### Versions et Profils
| Nom    | Profil                       | Codec                                                                 | Date | Commentaire |
| ------ | ---------------------------- | --------------------------------------------------------------------- | ---- | --- |
| -      | -                            | AAC                                                                   | 1997 | Codec AAC à ses origines. |
| -      | Main AAC                     | AAC-LC, AAC-LTP, AAC-Main, AAC-Scalable, AAC-SSR                      | 1999 | Ajout de plusieurs nouvelles extensions. |
| -      | Scalable AAC                 | AAC-LC, AAC-LTP, AAC-Scalable                                         | 1999 | Sélection d'extensions évolutives. |
| -      | High Quality AAC             | AAC-LC, AAC-LTP, AAC-Scalable, ER-AAC-LC, ER-AAC-LTP, ER-AAC-Scalable | 2000 | Ajout d'une extension de prédiction d'erreurs. |
| -      | Low Delay AAC                | ER-AAC-LD                                                             | 2000 | Ajout d'une extension à faible délai (Latence). |
| -      | Mobile Audio Internetworking | ER-AAC-LC, ER-AAC-LD, ER-AAC-Scalable                                 | 2000 | Sélection d'extensions optimisées pour le réseau. |
| ...    | ...                          | ...                                                                   | ...  | Remise à niveau pour clarifier noms des profils et des codecs. |
| AAC    | AAC                          | AAC-LC                                                                | 2003 | AAC à faible complexité. |
| AAC+   | HE-AAC                       | AAC-LC + SBR                                                          | 2003 | AAC avec Reconstruction de Bande Spectrale. |
| eAAC+  | HE-AACv2                     | AAC-LC + SBR + PS                                                     | 2006 | AAC avec Reconstruction de Bande Spectrale et Stéréo Paramétrique. |
| HD-AAC | HD-AAC                       | AAC-LC + SLS                                                          | 2009 | Codec hybride qui contient à la fois le flux AAC-LC à perte et le flux SLS (en) sans perte. Ce caractère évolutif le rend lisible même avec un lecteur ne prenant pas en charge le HD-AAC. |

- Abréviations :
  - ER : Error Resilience
  - HD : High Definition
  - HE : High Efficiency
  - LC : Low Complexity
  - LD : Low Delay
  - LTP : Long Term Predictor
  - PS : Parametric Stereo

Structure hiérarchique des profils AAC.

  - SBR : Spectral Band Replication
  - SLS : Scalable Lossless Coding
  - SSR : Scalable Sample Rate

Les trois profils déployés massivement sont :
- Le profil AAC-LC ;
- Le profil HE AAC (appelé AAC+ ou aacPlus au 3GPP), sur la TNT notamment, HE AAC fait partie des décodeurs audio requis sur un décodeur TNT. Il est aussi utilisé par la radio numérique (normes DAB+ et DMB) ;
- Le profil HE AACv2 (appelé eAAC+ ou enhanced aacPlus au 3GPP) pour l'audio sur mobile (supporté par les smartphones, Android, iOS etc.).

Les autres profils sont utilisés de façon marginale.
- Ces profils sont inter-compatibles. Le décodeur HE AAC est capable de décoder les flux AAC. De même, le décodeur HE AACv2 peut décoder les flux HE AAC et AAC.

Inversement, le décodeur AAC peut lire les flux HE AAC et HE AACv2 mais sans les extensions de leurs profils respectifs.

### Technique
Les améliorations apportées par l’AAC par rapport au MP3 touchent notamment :
- les fréquences d’échantillonnage : de 8 kHz à 96 kHz (MP3 officiel : 16 à 48 kHz) ;
- le nombre de canaux : jusqu’à 48 ;
- une efficacité de codage améliorée pour les signaux stationnaires (la taille des blocs a été portée de 576 à 1 024 échantillons) ;
- une efficacité de codage améliorée pour les signaux de transition (la taille des blocs a été réduite de 192 à 128 échantillons) ;
- une meilleure gestion des fréquences au-delà de 16 kHz ;
- une jonction stéréo (joint-stereo) plus souple (distincte pour chaque bande) ;
- une compatibilité de gestion des droits numériques (DRM) pour contrôler l’utilisation des fichiers dans ce format ;
- l'ajout de nouveaux modules de compression qui peuvent être combinés pour constituer des profils.

Les techniques d'encodage à bits constant (CBR) et d'encodage à bits variable (VBR) sont conservées.
Ces avancées techniques devant apporter à l’auditeur un message audio d’une qualité et d’une stabilité accrues par rapport au MP3 à débit équivalent ou inférieur.
L’AAC adopte une approche modulaire du codage : en fonction de la complexité du flux à coder, de la qualité visée et de la taille du fichier que l’on souhaite obtenir, l’utilisateur peut créer des profils afin de définir l’outil qu’il souhaite utiliser parmi le jeu de réglages prédéfinis.
L'algorithme AAC (AAC-LC) est l'un des meilleurs de sa catégorie sur le rapport Qualité/Compression/Espace Disque et bénéficie d'une accélération matérielle.

### Utilisation
AT&T, Dolby Laboratories, Fraunhofer IIS et Sony Corp sont à l’origine de la norme AAC.
L’AAC est le format audio utilisé pour le réseau radio numérique japonais ISDB (Integrated Services Digital Broadcasting).
L’AAC est le format des fichiers audio supporté par Apple au sein de son baladeur numérique iPod et de son logiciel iTunes.
Pour ce qui est de son service de vente musicale en ligne iTunes Store, la norme AAC ne proposant pas de système de gestion des droits numériques, Apple a développé son propre système, appelé FairPlay. Les créateurs de la cassette (Philips) et du baladeur CD (Sony) ont acheté, lors de problèmes financiers connus de la Société InterTrust, la Technologie InterTrust DRM concurrente d’Apple.
L’extension de fichier généralement adoptée est.mp4 (pour MPEG-4) et.aac, Apple a introduit les extensions.m4a (pour MPEG-4 audio) ou.m4p (pour MPEG-4 protégé). Apple a aussi créé l'extension.m4b pour les livres audio.[réf. nécessaire]
La Nintendo DSi qui intègre un lecteur musical ne permet de lire des fichiers musicaux qu'au format AAC.
La Nintendo Wii, après la mise à jour 1.1 de la chaîne photos, lit le AAC à la place du MP3 dans les diaporamas.
La Sony PSP et la Sony PS VITA permettent de lire le format audio AAC.
Les téléphones portables Nokia et Sony Ericsson lisent le AAC à 96 kb/s en standard pour leurs vidéos.

### Perte de données
L’AAC étant un format de compression avec perte de données, il peut provoquer une perte de qualité notable aux débits faibles (inférieurs à 128kbps pour le AAC LC, et en dessous de 64kbps pour le AAC HE). L’algorithme psycho acoustique supprime les fréquences habituellement inaudibles par l'homme (moins de 20 Hz et plus de 20 kHz) ainsi que celles qui sont masquées par d'autres fréquences d'amplitude plus élevée. Plus le débit est faible, plus la dégradation s'entend en raison de la perte d'informations.
La qualité d'écoute d'un morceau de musique codé en eAAC+ 48 kb/s est juste légèrement en deçà d'un codage MP3 en 128 kb/s. C'est pour cette raison qu'on trouve de plus en plus de radios internet diffusant en eAAC+ avec un débit de 48 kb/s. Pour obtenir une qualité équivalente à du MP3 codé en 128 kb/s, un codage eAAC+ en 56, voire 64 kb/s est nécessaire.
Un format avec perte de données peut satisfaire un audiophile exigeant à condition que la compression ne modifie pas la qualité perçue, c'est-à-dire qu'elle soit très faible, donc le débit important. Dès 256 kb/s en MP3, des études en studio, notent une impossibilité de le distinguer d’une écoute d'un fichier au format WAV.

## Licences et brevets
Aucune licence ou paiement n'est requis pour qu'un utilisateur puisse diffuser ou distribuer du contenu au format AAC, ce qui rend le format attractif pour un usage commercial internet ou autre. Mais le format n'est pas pour autant libre, contrairement à son prédécesseur MP3, dont les derniers brevets ont expiré en 2017.
Cependant, « une licence d'utilisation du brevet AAC est nécessaire pour les fabricants ou les développeurs de produits d'encodage et/ou de décodage destinés à l'utilisateur final »,. Pour cette raison, les mises en œuvre via des logiciels libres et open source telles que FFmpeg et FAAC ne peuvent être distribuées que sous la forme de code source, afin d'éviter toute violation du brevet.
Les détenteurs de brevets AAC comprennent Bell Labs, Dolby, Fraunhofer, LG Electronics, NEC, NTT Docomo, Panasonic, Sony Corporation, ETRI, JVC-Kenwood, Philips, Microsoft, et NTT.
Selon la liste des brevets, le dernier brevet AAC proprement dit expire en 2028, et celui pour les extensions en 2031.